# Harmadik műszak
A Harmadik műszak (eredeti cím: Third Watch) amerikai Emmy-díjas tévéfilmsorozat. Az NBC-n az első epizód 1999. szeptember 23-án, az utolsó 2005. május 6-án került adásba. Magyarországon az RTL Klub mutatta be 2000. február 9-én. DVD-n csak az első évadot adták ki.

## Történet
A Warner Bros sorozatát 1998-ban kezdték el forgatni, és már azon évben be is mutatták az első epizódokat. Az élet mindennapjait mutatja be, hogyan látják a főbb problémákat az 55-ös körzet dolgozói, akik egytől egyig a hétköznapi emberek védelmének szentelik munkájukat. Legyenek rendőrök, tűzoltók, vagy mentők, ők mindig rajtra készen állnak. A sorozat 6 évfolyamot élt meg, s rengeteg szereplőt foglalkoztatott. Némelyek az első epizódtól jelen voltak, s végig kitartottak, egészen a sorozat befejezéséig.

## Szereplők
| Szereplő                   | Színész             | Magyar hang        | Leírás |
| -------------------------- | ------------------- | ------------------ | --- |
| Monte Parker "Doki" (Doc)  | Michael Beach       | Jakab Csaba        | Monte Parker, becenevén "Doki" az 55-ös körzet, és New York város legjobb mentőse. Az első részben hozzá osztják be Carlost. Egészen az 5. évadig tart ki, a történet szerint megelégeli a tűzoltóság új kapitányának intézkedéseit, és egy napon a Monroe-tól ellopott pisztollyal hasba lövi. |
| Carlos Nieto               | Anthony Ruivivar    | Takátsy Péter      | Carlos a sorozat elején tanuló mentő, akit Monte Parker mellé osztanak be. Dokival jó barátok lesznek. Családjáról nem tud semmit, nevelőintézetben nevelkedett. Csak később kezdi el keresni hozzátartozóit, akikre rá is bukkan. Van egy kislánya, akinek életéért harcolt is, mert a gyermek súlyos beteg volt. Sokszor kötözködő stílusú, nehezen látja be hibáit. Kapcsolatokat nehezen talál, talán nagy szája miatt. Végül mégis Cupido nyila szúr belé, mert kolléganőjével, Levinne-nel megértik egymást, és szerelembe esve meg sem állnak az oltárig. Nagyon súlyosan érinti barátjának, Dokinak teljes összeomlása. |
| Maurice Boscorelli "Bosco" | Jason Wiles         | Bozsó Péter        | Bosco olasz származású rendőrjárőr (a sorozat egyik pólusa a fiatal és forrófejű profija, míg a másik John Sullivan a korosabb és sokszor higgattabb profija, a “szakma nagy öregje”), Faith járőrtársa, akivel sokáig jó viszonyban vannak. Szinte bármire kéri a nőt, mindig segít neki. Szereti a munkáját. Családjáról csak később derülnek ki dolgok, apját megveti, amiért rendszeresen verte édesanyjukat, ami elől öccsével az erődhöz menekültek el és álmodoztak a szebb (közös) jövőn. Testvérének sorsa megpecsételődött akkor, amikor először droghoz nyúlt, azóta ült börtönben kábítószer terjesztésért is. Anyja kemény munkával próbál felejteni, s megélni. Egyedül csak édesanyjával érti meg magát. Nem jellemzik a hosszú párkapcsolatok életét, gyakran váltogatta partnereit. Nehezen lehetne elhinni róla, hogy élhet családos életet is. Egy ideig közte és Cruz hadnagy között szexuális kapcsolat volt. Ez sem tartott sokáig, mivel kiderül, hogy a hadnagynak ezzel is hátsó szándéka volt. Magát okolja a Faith-szel történt tragédia után. Végül ő kerül slamasztikába, a Donald Man elleni harc során négy lövés éri, valamelyik látásának romlásához vezet. Testvérét megölik az ötödik évad végére. Faith és az ő kapcsolata a sorozat vége felé megromlik, ám mivel az új munkahelyükön is sokat fognak találkozni, ezt a lehetőséget nyitva hagyták, hogy a barátságukkal mi lesz a jövőben, főleg, hogy Faith, Emilie nevű lányát ő mentette meg egy furcsa “udvarló” haragjától véglegesen. A 79-es körzetben folytatja... |
| Faith Yokas                | Molly Price         | Csere Ágnes        | Faith Yokas (születéskori vezetékneve: Mitchell) két gyermek édesanyja. Lányát Emily-t sokat láthatjuk a történetben, míg fia, Charlie keveset tűnik fel az epizódok alatt. Férjével sokszor nem értik meg egymást, s ennek következménye, hogy az utolsó évadra el is válik Fredtől. Faith rendőr, aki szereti a munkáját, de nem tudja egy súlyba tartani családjához fűződő érzéseivel. Sokszor ér haza későn, a gyerekek csak keveset látják. Ezt megunva férje, új társ után néz. A válás után lánya úgy dönt vele marad, míg Charlie az apját választotta. Emily-vel közelebbi kapcsolat alakul ki, szinte anya-lányból barátnő lesz. Ez pozitív irányba hajlik el. Faith társa sokáig az önfejű Bosco, akivel jó párost alkotnak. Amikor feltűnik a szereplők közt Cruz hadnagy, elharapóznak az indulatok. Egy ügy közepén egymásnak esnek és Faith súlyos lövést kap, amitől újra meg kell tanulnia járni. Lábadozása során sok kellemetlenséget okoz mindenki számára, senkivel sem találja a közös nevezőt. Azonban, egy fontos családi tragédia ügyéban való nyomozásért előléptetik nyomozóvá. Ezt a szerepet tölti be az utolsó évadban is. |
| Ty Davis Jr.               | Coby Bell           | Viczián Ottó       | Ty a sorozat afroamerikai karaktere, a “zöldfülű” újonc, akinek még ott a fenekén a tojáshéj, hiszen frissen végezte az Akadémiát. Suly társa, aki apja egykori társa is volt haláláig, azonban (rendőri utasításra... – de ne szaladjunk ennyire a dolgok elé) lelőtték szolgálatteljesítés közben. Megvívja a saját harcait (édesapja öröksége nyomán) nincs könnyű dolga. |
| John Sullivan "Sully"      | Skipp Sudduth       | Koncz István       | Sullivan az “igazi amerikai” rendőrjárőr, a mindent látott, tapasztalt, bölcs a “szakma nagy öregje”. (A másik pólus Bosco az olasz származású rendőrjárőr a sorozat fiatal és forrófejű profija.) Mint az utolsó részben kiderül, ez az ő története, legalábbis ő a mesélő és ő zárja a történetet. Szorgalmasan végzi munkáját, csak a munkájának és kollégáinak él. Jelmondata: “Problémákat oldunk meg.” – ami nagyon sokszor mindenki megelégedettségét szolgálja, de olykor galibákhoz, kudarcokhoz, tragédiákhoz is vezet ezen igyekezete. Magánélete az ugyanakkor ugyan azon a helyen a reggeli újság megvásárlására, a kávéja elfogyasztására és közben keresztrejtvény töltögetésére és a napi rutinra korlátozódik, az esti tévézésekkel bezárólag. Majd egy szomszéd nővel, Tatjana-val való megismerkedése után összemelegszik, majd feleségül veszi. Tatjana ukrán származású és van egy fia: Szergej. Menekültek, munka által jutnak be, turistavízummal az országba. Eleinte Sullivan kételkedik a nőben, nem általa akar-e letelepedési engedélyt és állampolgárságot a nő és fia, de később kiderül, hogy az orosz maffiához van közük. A maffia feje Fjodor Sevcsenko, nőket fizet, több egyéb "vállalkozása" mellett, hogy tehetős üzletembereket csábítsanak el, majd általuk elkapják, megölik őket. Egy ilyenbe keveredik bele Tatjana is, álnevén Natasa, a megélhetésükért Sevcsenkohoz menekülve segítségért, a rendőrség rendszerébe kerülve ezáltal, amit Sullivan meg is tud. Tatjana ki akar szállni, Sevcsenko ígérvén nem lesz baja a fiának, ám visszautazta után New Yorkba megöleti a fiút. Megölik Tatjanat is. Sullivan egy csellel Sevcsenkoval történő személyes találkozáskor lelövi a maffiavezért. Sullivan "pihenésre" kényszerül. |
| John Sullivan "Sully"      | Skipp Sudduth       | Koroknay Géza      | Sullivan az “igazi amerikai” rendőrjárőr, a mindent látott, tapasztalt, bölcs a “szakma nagy öregje”. (A másik pólus Bosco az olasz származású rendőrjárőr a sorozat fiatal és forrófejű profija.) Mint az utolsó részben kiderül, ez az ő története, legalábbis ő a mesélő és ő zárja a történetet. Szorgalmasan végzi munkáját, csak a munkájának és kollégáinak él. Jelmondata: “Problémákat oldunk meg.” – ami nagyon sokszor mindenki megelégedettségét szolgálja, de olykor galibákhoz, kudarcokhoz, tragédiákhoz is vezet ezen igyekezete. Magánélete az ugyanakkor ugyan azon a helyen a reggeli újság megvásárlására, a kávéja elfogyasztására és közben keresztrejtvény töltögetésére és a napi rutinra korlátozódik, az esti tévézésekkel bezárólag. Majd egy szomszéd nővel, Tatjana-val való megismerkedése után összemelegszik, majd feleségül veszi. Tatjana ukrán származású és van egy fia: Szergej. Menekültek, munka által jutnak be, turistavízummal az országba. Eleinte Sullivan kételkedik a nőben, nem általa akar-e letelepedési engedélyt és állampolgárságot a nő és fia, de később kiderül, hogy az orosz maffiához van közük. A maffia feje Fjodor Sevcsenko, nőket fizet, több egyéb "vállalkozása" mellett, hogy tehetős üzletembereket csábítsanak el, majd általuk elkapják, megölik őket. Egy ilyenbe keveredik bele Tatjana is, álnevén Natasa, a megélhetésükért Sevcsenkohoz menekülve segítségért, a rendőrség rendszerébe kerülve ezáltal, amit Sullivan meg is tud. Tatjana ki akar szállni, Sevcsenko ígérvén nem lesz baja a fiának, ám visszautazta után New Yorkba megöleti a fiút. Megölik Tatjanat is. Sullivan egy csellel Sevcsenkoval történő személyes találkozáskor lelövi a maffiavezért. Sullivan "pihenésre" kényszerül. |
| Kim Zambrano               | Kim Raver           | Kisfalvi Krisztina | Kim mentősként dolgozik az 55-ös körzetben, ott ahol a volt férje Jimmy is, aki tűzoltó. Kim társa Bobby volt, akit Bobby gyermekkori barátja drog hatása alatt lelőtt, s a műtétet már nem élte túl. Ezután Kim depressziós lett és öngyilkos akart lenni. Miután visszatér dolgozni egy ideig Alex lesz a társa. Alex halála után, Dokit előléptetik és Kim lesz a csoportvezető. Kim újra összejön Jimmyvel, el is jegyzik egymást, de Kim szakít vele, mert nem akar újra félelemben élni minden egyes tűzesetnél (Jimmyt áthelyezik egy másik körzetbe). Doki megőrülése érzékenyen érinti. Kim megtudja, hogy újra terhes, ezt közli Jimmyvel, végül pedig otthagyja az őrsöt. Az utolsó részben újra feltűnik Jimmyvel és az újszülött kisgyerekkel Carlos és Holly esküvőjén. |
| Jimmy Doherty              | Eddie Cibrian       | Lux Ádám           | Jimmy Doherty tűzoltó, aki munkája mellett családjára is szán időt, azonban nem eleget. Megromló házasélet, válás jellemzi kapcsolatát. Volt felesége szintén fontos szereplője a sorozatnak, Ő Kim, a mentős. Egy kisfiúk született, sőt az utolsó évadban egy újabb kisbabájuk született. Kapcsolatuk rendeződni látszik, amelynek a közös gyerekek csak örülhetnek. Jimmy jó tűzoltó, azonban nagyon önfejű is. Komoly baleset is éri a sorozat közben, amely után hosszú lábadozási időszak követi. A sorozat utolsó évadjában alig szerepel, szerepe szerint áthelyezik egy kiemeltcsoporthoz. |
| Maritza Cruz               | Tia Texada          | Balogh Anikó       | Cruz a 4.évad 2.részében lép be a sorozatba és az utolsó részig szerepel. Eleinte a bűnmegelőzésnél dolgozik de egy idő után felváltva dolgozik járőrként és megy vissza a bűnmegelőzéshez. Ha valakiről vagy valamiről nagyon meg akar tudni valamit, akkor azt gyakran kérdezi meg egy két drogostól és az információért cserébe droggal szolgál nekik. Boscoval eleinte utálták egymást nem tetszett nekik egymás stílusa de aztán egyszer rövid románc szövődött közöttük párszor le is feküdtek egymással de ez a kis szerelem nem tartott sokáig pár hónap múlva útjaik szétváltak. Húga, Leticia meghalt a drogok miatt és ez Cruzt nagyon megviselte, ezután a munkájában egyre kíméletesebben bánt a bűnözőkkel főleg a drogosokkal. Miután Leticia meghalt minden erejével a húga gyilkosát kereste. Cruz sem az aranyosságáról híres de munkáját nagyon jól végzi. Nem az a típus akit annyira félteni kéne. Cruz a 4.évad utolsó részében lelőtte Faitht. Faith is lőtt de az ő lövedéke csak súrolta Cruz fejét komolyabb baja nem lett viszont Cruz lövése Faith gerince mellett állt meg azért Faith egy időre lebénult. Faith ezért a tettért nagyon megutálta Cruzt de ez kölcsönös volt. A 6.évadra az egymás iránt érzett gyűlölet enyhült a két nő között, de azért nem lettek a világ legjobb barátnői. Az utolsó részben Cruz felrobbantotta magát mert ki akarta vonni a forgalomból a háborúzó hírhedt drogbandákat, ezzel rengeteg életet megmentve. Ugyanakkor az egyik bevetésen szerzett radioaktív sugárdózis miatt, csak hónapjai lettek volna hátra. Önfeláldozásáért posztumusz hősi érdemrendet kapott. |
| Sasha Monroe               | Nia Long            | Nyírő Beáta        | A 4.évadban lép be a sorozatba mint rendőr. Sasha a belső ügyosztálynak dolgozik CT. Finney a főnöke. Sashat mindenki szerette mert jó fej volt, de mikor kiderült, hogy a belső ügyosztálynak dolgozik mindenki ellene fordult ez Sashanak nagyon fájt de az volt neki a legrosszabb, hogy még Davis is elfordult tőle. Egyedül Brendan Finney maradt vele mert őt is sokat utálták, és együtt mentek járőrözni is. Sasha családjáról nem sokat tudni csak annyit, hogy van egy húga és a húgának van egy kisfia Drew, akit Sasha nagyon szeret. Az egyik epizódban Sasha elmondta, hogy azért lett rendőr, mert azon a környéken ahol felnőtt ott a gyerekek megijedtek az egyenruhás emberektől főleg a rendőröktől. Sasha teherbe esett Davistől de nem mondta el, titokban tartotta mindenki előtt egyedül Sullynak mondta el azt is egy ügy miatt. Bosco a 6.évad 18.részében véletlenül egy gyanusított helyett belelőtt Sasha-ba, Sashat megműtötték, de közölték , hogy a magzatát elvesztette. Ekkor Davis nagyon megijedt és bement a kórházba. Sasha nem értette és kérdezte is Davist, hogy miért ment be, ha utálja. Ezután Davis és Sasha kibékültek és összejöttek. A sorozat végén Sullytól tudjuk, hogy Davis és Monroe boldog párkapcsolatban élnek és csak majd a karrier után tervezik a házasságot meg a családalapítást. Sasha indult a polgármesterválasztáson, és minden esélye megvan, hogy nyerjen. |
| Grace Foster               | Cara Buono          | Solecki Janka      | |
| Emily Yokas                | Bonnie Dennison     | Csuha Borbála      | |
| Fred Yokas                 | Chris Bauer         | Holl Nándor        | |
| Brendan Finney             | Josh Stewart        | Rajkai Zoltán      | |
| Miller főhadnagy           | Aidan Quinn         | Haás Vander Péter  | |
| Robert Swersky             | Joe Lisi            | Vizy György        | |
| Robert Swersky             | Joe Lisi            | Orosz István       | |
| Holly Levine               | Yvonne Jung         | Peller Anna        | Mentőápoló.Az 5 évadban kerül a sorozatba. Általában Grace Fosterrel mentőzik. Később beleszeret Carlosba, aki az utolsó részben megkéri a kezét, és összeházasodnak. A karaktert alakító Yvonne Jung a való életben is a Carlost alakító Anthony Ruiviar felesége. |
| Holly Levine               | Yvonne Jung         | Peller Mariann     | Mentőápoló.Az 5 évadban kerül a sorozatba. Általában Grace Fosterrel mentőzik. Később beleszeret Carlosba, aki az utolsó részben megkéri a kezét, és összeházasodnak. A karaktert alakító Yvonne Jung a való életben is a Carlost alakító Anthony Ruiviar felesége. |
| Roberto "Bobby" Caffey     | Bobby Cannavale     | Görög László       | A kritikusok őt tartották a legszexisebb színésznek a sorozatban, azonban hamar kiszállt belőle. A történet szerint gyermekkori drogfüggő barátja lelövi, kórházban műtét közben hal meg. |
| Derek Kitson "DK"          | Derek Kelly         | Kardos Gábor       | Tapasztalt tűzoltó, aki voltaképpen önmagát alakítja a sorozatban. A sorozat végén az 55-ös állomás kapitánya lesz. A való életben a Faith Yokast alakító Molly Price férje. |
| Billy Walsh                | Bill Walsh          | Imre István        | Tapasztalt tűzoltó, aki szintén saját magát alakítja a sorozatban. A Jack Steeper kapitány elleni, Doki által elkövetett merénylet után az 55-ös állomás hadnagya lesz. Végül előléptetik zászlóaljparancsnokká. A valóságban Brooklyn-ban és Bronx-ban dolgozott, az 1-es és a 41-es osztagoknál (Squad). Utóbbi kapitányaként ment nyugdíjba. |
| Alex Taylor                | Amy Carlson         | Kiss Eszter        | |
| Johnson tűzoltóparancsnok  | John Michael Bolger | Varga T. József    | |

## Epizódok
| Évad | Évad | Részek száma | Részek száma | Eredeti sugárzás     | Eredeti sugárzás  | Eredeti adó |
| Évad | Évad | Részek száma | Részek száma | Évadbemutató         | Évadzáró          | Eredeti adó |
| ---- | ---- | ------------ | ------------ | -------------------- | ----------------- | ----------- |
|      | 1.   | 22           | 22           | 1999. szeptember 23. | 2000. május 22.   | NBC         |
|      | 2.   | 22           | 22           | 2000. október 2.     | 2001. május 21.   | NBC         |
|      | 3.   | 22           | 22           | 2001. október 15.    | 2002. május 13.   | NBC         |
|      | 4.   | 22           | 22           | 2002. szeptember 30. | 2003. április 28. | NBC         |
|      | 5.   | 22           | 22           | 2003. szeptember 29. | 2004. május 7.    | NBC         |
|      | 6.   | 22           | 22           | 2004. szeptember 17. | 2005. május 6.    | NBC         |